# OB I. Bajnokság 2011/2012
Sezóna 2011/2012 byla 75. sezónou Maďarské ligy.  Všichni účastníci nejprve od září do ledna hráli MOL ligu. Podle výsledků v ní byli nasazeni do play off Maďarské ligy. Vítězem se stal tým Alba Volán Székesfehérvár, který ligu vyhrál již dvanáctkrát. 

## Předkolo
- Alba Volán Székesfehérvár - Újpesti TE 2:0 na zápasy (4:0, 6:3)

## Semifinále
- Dunaújvárosi Acélbikák - Alba Volán Székesfehérvár 0:3 na zápasy (0:3, 1:6, 2:7)
- Miskolci JJSE - Ferencvárosi TC 3:2 na zápasy (7:1, 3:4, 3:1, 3:6, 5:1)

## Finále
- Miskolci JJSE - Alba Volán Székesfehérvár 0:4 na zápasy (1:7, 1:12, 0:7, 3:8)